# Johnny Heitinga
John Gijsbert Alan Heitinga (Alphen aan den Rijn, 15 de novembro de 1983) é um treinador e ex-futebolista holandês que atuava como zagueiro ou lateral-direito. Atualmente comanda o Ajax.
Pela Seleção Holandesa, disputou as Copas do Mundo de 2006 e 2010.

## Carreira
Tendo crescido nos times de base do gigante de Amsterdã, Heitinga estreou na equipe principal em 26 de agosto de 2001, em uma partida contra o Feyenoord.
Johnny sofreu com contusões no início de sua carreira, mas estabeleceu-se como um excelente zagueiro depois de retornar aos gramados, no começo da temporada 2003-04. Foi naquela temporada que ele fez sua primeira aparição na Seleção Holandesa – em um amistoso contra a Seleção Norte-Americana. Ele causou boa impressão, sendo selecionado para o time que jogou na EURO 2004, onde ele atuou em três dos cinco jogos da “seleção Laranja”.
O desempenho de Heitinga caiu em 2004-05, levando o jogador para o banco de reservas do Ajax. Mesmo assim, ele foi convocado para a seleção nacional. Desde então ele recuperou sua forma, sendo titular em seu clube e na seleção.
Participou da Euro 2008 , porém não teve boas atuações já que jogou como lateral-direito ficando fixo nessa posição , o que dificultou seu bom futebol que era apresentado no Ajax, time em que jogava como zagueiro.
Ele foi ao Atlético Madrid no fim da temporada 07-08. Essa passagem foi a sua primeira temporada no Futebol Espanhol.
Em 25 de junho de 2015, foi anunciado seu retorno ao clube que o revelou, o Ajax, com um contrato por empréstimo junto ao Hertha BSC até 30 de junho de 2016, com opção de extensão até o dia 30 de junho de 2017.
No dia 1 de fevereiro de 2016, Heitinga decidiu se aposentar do futebol.

## Títulos

### AFC Ajax
- Eredivisie: 2001-02, 2003-04
- Copa KNVB: 2002, 2006, 2007
- Johan Cruijff Schaal: 2003, 2006, 2007, 2008

### Atlético de Madrid
- Supercopa Europeia: 2010